# Liste der Nummer-eins-Hits in Australien (1941)
Dies ist eine Liste der Nummer-eins-Hits in Australien im Jahr 1941. In diesem Jahr gab es sechs Nummer-eins-Titel und insgesamt elf Nummer-eins-Singles.

| ← 1940 ← | Liste der Nummer-eins-Hits in Australien | Liste der Nummer-eins-Hits in Australien                                                      | Liste der Nummer-eins-Hits in Australien                             | 1942 →                    |
| \| Zeitraum \| Wo. ges. \| Interpret \| Titel Autor(en) \| Zusätzliche Informationen \| \| (Zeitraum, Wochen auf Platz eins, Interpret, Titel, Autor[en], zusätzliche Informationen) \| \| \| \| \| \| ----------------------------------------------------------------------------------------- \| -------- \| --------------------------------------------------------------------------------------------- \| -------------------------------------------------------------------- \| ------------------------- \| \| 1. Januar 1941 – 31. März 1941 13 Wochen (insgesamt 22) \| 22 \| Kate Smith with Jack Miller & His Orchestra / Glenn Miller & His Orchestra with Marion Hutton \| The Woodpecker Song Harold Adamson, Eldo di Lazzaro, Bruno Cherubini \| - \| \| 1. April 1941 – 30. April 1941 4 Wochen (insgesamt 4) \| 4 \| The Tic-Toc Rhythm Orchestra / Dick Robertson \| Ferryboat Serenade Eldo di Lazzaro, Harold Adamson \| - \| \| 1. Mai 1941 – 31. August 1941 18 Wochen (insgesamt 18) \| 18 \| Vera Lynn / West End Players \| A Nightingale Sang in Berkeley Square Eric Maschwitz, Tommie Connor \| - \| \| 1. September 1941 – 30. September 1941 4 Wochen (insgesamt 4) \| 4 \| Shep Fields / West End Players \| Down Argentina Way Harry Warren, Mack Gordon \| - \| \| 1. Oktober 1941 – 31. Oktober 1941 4 Wochen (insgesamt 4) \| 4 \| Judy Garland / The Jesters \| It’s a Great Day for the Irish Roger Edens \| - \| \| 1. November 1941 – 30. November 1941 5 Wochen (insgesamt 4) \| 4 \| George Formby with His Ukulele & Orchestra \| Bless 'em All (The Service Song) Fred Godfrey, Robert Kewley \| - \| \| 1. Dezember 1941 – 31. Dezember 1941 4 Wochen (insgesamt 8) \| 8 \| Judy Garland / The Jesters \| It’s a Great Day for the Irish Roger Edens \| - \| |                                          |                                                                                               |                                                                      |                           |
| ← 1940 |                                          |                                                                                               |                                                                      | → 1942 →                  |
| Zeitraum | Wo. ges.                                 | Interpret                                                                                     | Titel Autor(en)                                                      | Zusätzliche Informationen |
| (Zeitraum, Wochen auf Platz eins, Interpret, Titel, Autor[en], zusätzliche Informationen) |                                          |                                                                                               |                                                                      |                           |
| 1. Januar 1941 – 31. März 1941 13 Wochen (insgesamt 22) | 22                                       | Kate Smith with Jack Miller & His Orchestra / Glenn Miller & His Orchestra with Marion Hutton | The Woodpecker Song Harold Adamson, Eldo di Lazzaro, Bruno Cherubini | -                         |
| 1. April 1941 – 30. April 1941 4 Wochen (insgesamt 4) | 4                                        | The Tic-Toc Rhythm Orchestra / Dick Robertson                                                 | Ferryboat Serenade Eldo di Lazzaro, Harold Adamson                   | -                         |
| 1. Mai 1941 – 31. August 1941 18 Wochen (insgesamt 18) | 18                                       | Vera Lynn / West End Players                                                                  | A Nightingale Sang in Berkeley Square Eric Maschwitz, Tommie Connor  | -                         |
| 1. September 1941 – 30. September 1941 4 Wochen (insgesamt 4) | 4                                        | Shep Fields / West End Players                                                                | Down Argentina Way Harry Warren, Mack Gordon                         | -                         |
| 1. Oktober 1941 – 31. Oktober 1941 4 Wochen (insgesamt 4) | 4                                        | Judy Garland / The Jesters                                                                    | It’s a Great Day for the Irish Roger Edens                           | -                         |
| 1. November 1941 – 30. November 1941 5 Wochen (insgesamt 4) | 4                                        | George Formby with His Ukulele & Orchestra                                                    | Bless 'em All (The Service Song) Fred Godfrey, Robert Kewley         | -                         |
| 1. Dezember 1941 – 31. Dezember 1941 4 Wochen (insgesamt 8) | 8                                        | Judy Garland / The Jesters                                                                    | It’s a Great Day for the Irish Roger Edens                           | -                         |